# Музей праски
Музей праски — приватний музей підприємця Андрія Воробйова в місті Переславлі-Залєському, який присвячений історії побутових прасок.

## Історія музею
У грудні 1999 року підприємець Андрій Воробйов (відкрив у 1995 році свій антикварний магазин) купив за 1,5 тисячі доларів двоповерхову будівлю, яка згоріла, в самому центрі Переславля на Радянській вулиці, будинок 11, де раніше були комунальні квартири. Інженер-будівельник Борис Кузьмич Абрашкін (родич Воробйова і технічний директор Музею праски) отримав дозвіл на ремонт будівлі і приватизацію ділянки землі.
Три роки тривав ремонт будівлі і 30 тисяч доларів було вкладено в ремонтні роботи. Майже стільки ж витрачено на пошуки і купівлю прасок. Музей праски відкрився 29 червня 2002 року. Більша частина прасок була придбана на московському вернісажі в Ізмайлово. Деякі цікаві експонати знайдені на смітнику.
У 2002—2004 роках відвідування музею було безкоштовне. У 2006 році відвідування залишалося безкоштовним, проте можна було залишити гроші в спеціальному ящику. Потім вхід в музей став платним.
Але «основний дохід» (близько 70 відсотків) музей отримує від продажу відвідувачам прасок зі своїх запасників за ціною від 100 рублів до 10 тисяч рублів. Дві третини доходу приносить літній туристичний сезон з травня до вересня. Через півтора-два роки діяльності музей повністю окупився і став приносити прибуток. У літній період виручка музею становить 70-100 тисяч рублів на місяць.
Через музей щомісяця проходять 1,2 тисячі осіб. 95 % відвідувачів москвичі, інші туристи приїжджають з великих міст Росії та інших країн.

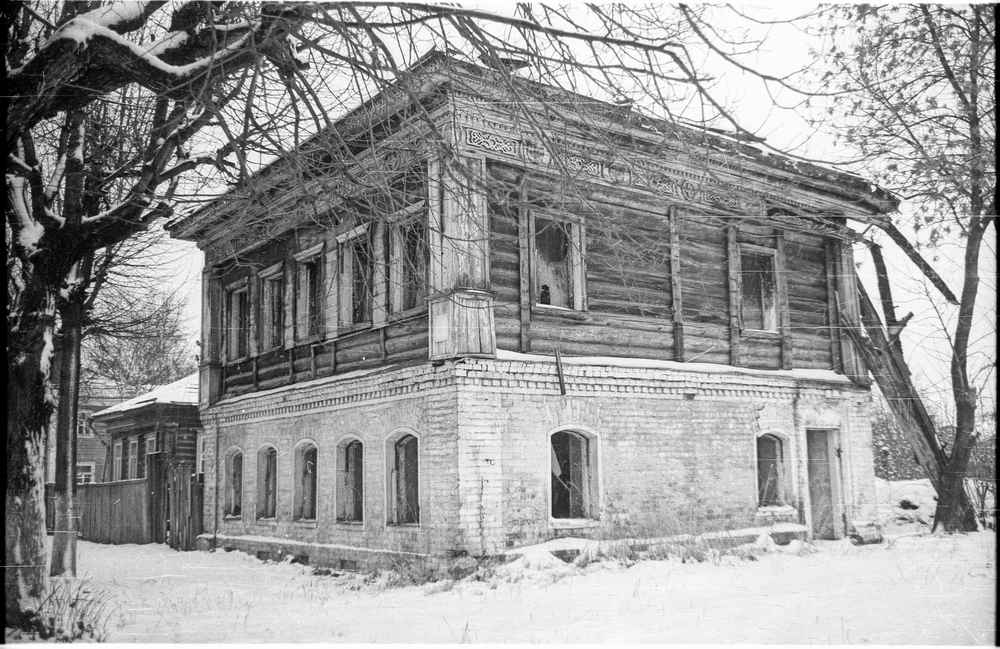
Переславль-Залєський, вулиця Совєцька, будинок 11. Будівля, в якій з 29 червня 2002 року працює Музей праски. Господар Музею праски Андрій Миколайович Воробйов купив цей будинок у грудні 1999 року саме в такому напівзгорівшому вигляді.

У липні 2003 року Андрій Воробйов і Дмитро Нікішкін відкрили Музей чайника в селі Веськово під Переславлем, використовуючи дохід від Музею праски. Влітку дохід від Музею чайника становить 50-70 тисяч рублів на місяць. Для Воробйова два приватних музеї — не захоплення, а основний прибутковий бізнес.
Ніякого зв'язку з містом Переславлем у колекції Музею праски немає.

## Музейна колекція
У музейній колекції понад 200 прасок.
На першому поверсі музею знаходиться сувенірний магазин, на другому — виставлені праски. Центральна полка присвячена семи основним типів прасок: 1) нагрівальний, 2) з чавунною нагрівальною серединою, 3) вугільна праска, 4) парова праска, 5) спиртова праска, 6) газова праска, 7) електрична праска.
Кілька разів у рік у музеї проходить Свято праски, на якому кожен відвідувач може дослідити праску в дії.
Музеолог, доктор мистецтвознавства Олексій Валентинович Лебедєв стверджує, що Музей праски є магазином, де слово «музей» використано для реклами.